# Monolit
En monolit er en meget stor sten, som er løsgjort fra et større fjeldstykke. Den er med andre ord et geologisk fænomen, der kan have størrelse som et helt bjerg, som en klippe eller som en kampesten. Udtrykket bruges også om artefakter som f.eks. bautasten, mindesten eller større skulpturer.
Ordet stammer fra latin monolithus, der på sin side er afledt af det græske μονόλιϑος (monolithos), der er sammensat ud fra μόνος ("en" eller "enkelt") + λίϑος ("sten").

## Kendte geologiske monolitter
- Peña de Bernal i Mexico
- Stone Mountain i Stone Mountain Park, en forstad til Atlanta, Georgia, USA